# اورتولانديا
اورتولانديا هي مدينة، وبلدية في البرازيل، تتبع ساو باولو، بلغ عدد سكانها 152٬523  نسمة، في 2000، تبلغ مساحتها 62٫276 كيلومتر مربع.

## الموقع
تشترك في الحدود مع:
- سوماري.

## أعلام
- فابريسيو دوس سانتوس ميسيس